# Nadhledna Háječek
Nadhledna Háječek stojí na stejnojmenném kopci v nadmořské výšce 603 m mezi obcemi Zborov a Svébohov  nedaleko Zábřehu na Moravě byla postavena v roce 2022. Věž z pozinkované železné konstrukce o výšce 30m má tvar hyperbolického paraboloidu. Tvůrcem  je prof. Ing. Arch. Zdeněk Fránek. Klub přátel rozhleden vyhlásil nadhlednu na Háječku rozhlednou roku 2022 v České republice a získala první místo v soutěži rozhleden Olomouckého kraje za rok 2022.
Zastřešená plošina ve výšce 27 metrů poskytuje kruhový rozhled na téměř celý hřeben Jeseníků, dále na  západ  Lázek, Suchý vrch, směrem na jih pak na Zábřežskou vrchovinu s městem Zábřeh  a údolím řeky Moravy.
K nadhledně vedou dvě přístupové cesty. Ze Svébohova asi 2,5 km po žluté turistické značce kolem Českobratrské modlitebny a dále polní cestou k lesu (převýšení 186 m). Tato trasa je zároveň součástí naučné stezky Nebe, peklo, země, ráj Svébohov. Z opačné strany ze Zborova je cesta o jeden kilometr kratší s převýšením  129 m. Obě cesty jsou sjízdné na horském kole.
Nadhledna je volně přístupná po celý rok. Vstup je přes turniket po zakoupení lístku u automatické pokladny.
Jedinečný je název stavby: nadhledna.
„Rozhleden je u nás spousta. Zjistili jsme, že je jedna podhledna a říkali jsme si, proč nemůžeme mít nadhlednu. Kdo přijde nahoru, pochopí, jaký má nadhled nad krásnou moravskou krajinou a jak ho to povznáší, protože se ocitne mezi zemí a nebem,“ vysvětlil Pavel Odstrčil, předseda spolku JAMAPA, který byl iniciátorem a investorem  celé stavby.